# Огре (район)
 Тази статия е за административния район в Латвия.  За града вижте Огре.  
Огре е район в Централна Латвия с административен център град Огре. Площта му е 1843 km2, а населението - 63 027 души. Граничи с Айзкраукле на югизток, с Рига на северозапад, с Мадона на североизток, с Цесис на север и Бауска на юг.

## Градове
- Икшкиле
- Кегумс
- Лиелварде
- Огре

| - Адеркаши - Бекас - Бекуциемс - Бевулени - Бирзгале - Браки - Ватране - Векрапе - Векеипене - Верене - Глажшкунис - Дзелмес - Дзинтари - Задзене - Каибала - Кранциемс |  | - Кродзиниеки - Киегелцеплис - Лакстене - Лаубере - Лачиплесис - Ледмане - Линде - Личупе - Лобе - Мадлиена - Мазозоли - Менгеле - Огре - Огресгалс - Платере |  | - Пумпури - Рембате - Силавас - Сунтажи - Таурупе - Тинужи - Томе - Тромпачи - Туркалне - Упеспилс - Цеплиши - Циемупе - Цеситес - Югла - Юмправа |